# Albert Montañés
Albert Montañés Roca (26 de noviembre de 1980, San Carlos de la Rápita, Tarragona, España) es un extenista español que participó en 53 Torneos de Grand Slam, de los cuales alcanzó octavos de final en el Abierto de Estados Unidos 2010 y en Roland Garros 2011. Se mantuvo en el Top 100 del ranking ATP durante trece temporadas consecutivas, de 2001 a 2013, en cuatro de las cuales finalizó entre los Top 50, alcanzando su mejor posición en el ranking en el año 2010, logrando ascender hasta el puesto número 22. En su carrera conquistó 6 títulos ATP 250, y 8 ATP Challengers en individuales. 
Montañés se retiró oficialmente del circuito de tenis profesional el 26 de abril de 2017 en el marco del 65.º Torneo Conde de Godó, tras vencer a Guillermo García-López en primera ronda y luego ser derrotado por Feliciano López.
Actualmente es profesor de tenis para aficionados, habiendo impartido clases a tenistas amateur como Eduardo Gracia.

## Biografía
Comenzó a jugar tenis a los seis años en el club de tenis San Carles de la Rápita. Su padre, Juan Francisco, es supervisor de la REPSOL, una compañía de petróleo; su madre, Elodia, es ama de casa. Tiene un hermano mayor, Jonathan y uno menor, Fran. Le gusta ver carreras de rally y fútbol (su equipo favorito es el Fútbol Club Barcelona). Le gustan las películas de acción, música tecno y salir con sus amigos en las festividades. Su superficie predilecta es la arcilla y considera que la derecha es su mejor golpe. Aunque se anunció su posible retirada en su web oficial albertmontanes.es Archivado el 11 de agosto de 2020 en Wayback Machine. por una lesión en el tobillo en Buenos Aires, se consiguió recuperar y terminar esta temporada 2015 a las puertas del top100, ahora seguirá trabajando para el año próximo estar entre los 100 primeros del ranking ATP.
Pese a ser un acérrimo independentista, uno de sus sueños como tenista es seguir haciendo méritos para tener la oportunidad de participar con el equipo de España de Copa Davis defendiendo los colores de su país,[cita requerida] convocatoria que aún no ha conseguido. Aunque como declaraba en una entrevista: "seguiré dando guerra para ver si tengo la recompensa de que me llamen".

## Carrera[2]

### 1999 - 2000
En 1999 capturó su primera corona de Futuro en el España #1 y fue finalista en el España #8.
En el 2000 ganó consecutivamente títulos de Futuros en Argelia y avanzó a la final en el Francia #11. Ganó su primer título del circuito ATP Challenger Series en el Challenger de Praga venciendo en la final al italiano Filippo Volandri.

### 2001
Hizo su debut ATP en el Torneo de Estoril y avanzó a los cuartos de final (venciendo a Chang y Kucera y perdiendo ante su compatriota Juan Carlos Ferrero). En la semana siguiente en el Torneo de Barcelona venció a Ivanisevic entonces cayó con Costa en segunda ronda. Logró su primera final ATP en el Torneo de Bucarest (perdiendo ante El Aynaoui). Además logró tercera ronda en su debut en un Grand Slam en Roland Garros. Logró sus mejores resultados en Challengers con un récord de 28-17. Ganador de Freudenstadt (v. Hanescu) y finalista en Zagreb (p. Díaz).

### 2002
Logró alcanzar la tercera ronda en Roland Garros por segundo año. Avanzó a las semifinales del Torneo de Acapulco (perdió ante el posterior campeón Moya), cuartos de final en St. Poelten y tercera ronda en el Masters de Roma, derrotando al n.º 2 Gustavo Kuerten en la segunda ronda antes de caer con Costa.

### 2003 - 2004
En 2003 avanzó a las semifinales en el Torneo de Viña del Mar y Amersfoort y alcanzó los cuartos de final en el Torneo de Palermo. Quedó 17-11 en el circuito Challenger con dos finales. En dobles llegó a una final de Challenger (c/Carrasco).
En 2004 alcanzó su segunda final ATP en el Torneo de Valencia (perdió ante Fernando Verdasco). También hizo semifinales en Barcelona (perdiendo ante Gastón Gaudio).

### 2005
Finalista en el Torneo de Acapulco (perdió ante Rafael Nadal). Después de caer en segunda ronda en Roland Garros ante Guillermo Cañas, siguió en el polvo de ladrillo y obtuvo el título del Challenger de Lugano (venciendo a Flavio Saretta). Perdió los siguientes seis partidos antes de llegar a segunda ronda en el US Open por primera vez (venció a Victor Hanescu, perdió con Olivier Rochus). Finalizó la temporada en el circuito Challenger llegando a la final en Roma (p. Marin). Jugó 25 de 29 duelos ATP en arcilla, completando una marca de 9-16. Quedó 17-en el circuito Challenger.

### 2006
Finalizó Top 100 por sexto año consecutivo. Logró cuartos de final en Buenos Aires, Acapulco (v. Moya), Houston y Palermo (p. con el posterior campeón Volandri). Hizo tercera ronda en Roland Garros por tercera vez. Además quedó 15-10 en Challengers con el títulos del Challenger de San Marino y la final del Challenger de Scheveningen.

### 2007
Ganó 24 partidos y llegó a su cuarta final ATP para finalizar Top 50 por primera vez. Alcanzó semifinales en el Torneo de Viña del Mar, derrotando al n.º5 Fernando González en cuartos de final antes de perder con Nicolás Massú. También avanzó a los cuartos de final del Torneo de Buenos Aires. Volvió al polvo de ladrillo en abril para alcanzar semifinales en el Torneo de Houston, y continuó en el Torneo de Casablanca llegando a la final (perdió ante el francés Paul-Henri Mathieu). En mayo hizo cuartos de final en Poertschach y logró tercera ronda en Roland Garros por cuarta vez en siete años (perdió ante Rafael Nadal). Fue semifinalista en el Torneo de Sopot. A la semana siguiente alcanzó la final del Challenger de San Marino, donde perdió ante el italiano Potito Starace. En dupla con su compatriota Ruben Ramírez-Hidalgo llegaron a las finales de dobles en tres de los cuatro torneos de la Gitra Dorada Latinoamericana: Viña del Mar, Torneo de Costa do Sauipe y Buenos Aires.

### 2008
El hispano terminó Top 50 por segundo año consecutivo con su mejor actuación al lograr su primer título ATP. Empató su mejor marca personal con 24 triunfos de su temporada anterior. Comenzó lentamente (4-8) en sus primeros tres meses antes de ganar el título del Challenger de Monza (venciendo en la final al eslovaco Andrej Martin) en abril. Entonces alcanzó cuartos de final en el Torneo de Barcelona (perdió ante Stanislas Wawrinka) y Hamburgo (perdió con Novak Djokovic). No ganó duelos seguidos nuevamente hasta julio cuando avanzó a cuartos de final en el Torneo de Stuttgart (p. con Richard Gasquet) y ganó su primera corona ATP en Amersfoort (venciendo al belga Steve Darcis). En septiembre llegó a la final en el Challenger de Szczecin en Polonia (perdió con Florent Serra) y continuó su mes llegando a cuartos de final en Estocolmo (perdió con David Nalbandian). Quedó 0-4 vs. rivales Top 10 y completó una marca de 18-11 en arcilla y 5-11 en pista duras. En dobles ganó su primer título ATP en el Torneo de Casablanca y llegó a la final en el Torneo de Costa do Sauipe (ambos con Santiago Ventura). Ganó su mayor monto de dinero, $561 132.

### 2009
El hispano finalizó Top 40 por primera vez en su carrera, ganando dos títulos ATP World Tour en arcilla durante la temporada. En abril en el Torneo de Estoril derrotó a Blake en la final a tres sets salvando dos puntos de partido. En cuartos de final venció al máximo favorito y n.º 8 Gilles Simon, salvó un punto de partido. Se convirtió en el primer jugador desde Moodie en octubre de 2005 (Tokio) en ganar un título ATP World Tour salvando al menos un punto de partido en dos encuentros distintos. Tras hacer tercera ronda en Wimbledon avanzó a la final en el Challenger de Scheveningen, entonces estuvo fuera por cerca de dos meses debido a una lesión de rodilla izquierda. Volvió en el US Open y cayó en la primera ronda. En el torneo final de la temporada de arcilla, ganó el título del Torneo de Bucarest derrotando en la final al argentino Juan Mónaco. Cerró el año con cuartos de final en el Torneo de Valencia (p. Andy Murray). Quedó 1-7 vs. rivales Top 10 y completó marcas de 17-10 en polvo de ladrillo, 5-10 en pista dura y 2-1 en césped. Ganó el monto más alto de su carrera, $655 953.

### 2010
El español terminó su mejor año como n.º 25 donde sus mejores actuaciones fueron un par de títulos de ATP World Tour por segunda temporada consecutiva.  También logró su mejor marca de triunfos, 37 partidos, y en total llegó a semifinales o mejor en seis ocasiones, incluyendo dos en pistas duras (Torneo de Auckland, Torneo de Montpellier, siendo el primero bajo techo). En mayo repitió el título en el Torneo de Estoril (venciendo al n.º1 Roger Federer en semifinales; perdiendo posteriormente con Frederico Gil) y Torneo de Stuttgart (venciendo al francés Gaël Monfils) en julio. En partidos de Grand Slam avanzó a tercera ronda o mejor en los cuatro eventos, incluyendo su mejor marca personal de cuarta ronda en el US Open (p. Robin Soderling). Uno de los cinco españoles en ganar al menos dos títulos en el año y el octavo en total. Quedó 22-12 en arcilla y 13-11 en pistas duras ganando su mayor cantidad de dinero, $888 579.

### 2011
El hispano terminó fuera del Top 50 por primera vez desde 2006 y su mejor resultado fue en agosto cuando llegó a su décima final ATP World Tour en el Torneo de Kitzbühel, donde perdió contra Robin Haase. También avanzó a semifinales en el Torneo de Casablanca (perdió ante su compatriota Pablo Andújar) y cuartos de final en el Torneo de Buenos Aires (perdió contra Juan Ignacio Chela) en febrero y el Torneo de Belgrado (contra Feliciano López) en mayo. Completó una marca de 17-14 en arcilla y 5-10 en pista dura. Sumó 0-2 vs. Top 10.

### 2012
El español finalizó en el Top 100 por 12° año consecutivo con sus dos cuartos de final sobre tierra batida, en el Torneo de Viña del Mar (perdió contra Juan Mónaco) y el Torneo de Estoril (perdió contra Juan Martín del Potro). Completó una marca de 22-6 en Challengers con el título en el Challenger de Génova derrotando en la final a su compatriota Tommy Robredo) en septiembre y el Challenger de Marbella (a Daniel Muñoz de la Nava) en noviembre. También fue finalista en el Challenger de Monza (perdió contra Daniel Gimeno-Traver) en junio. Perdió en 1R en cada Grand Slam por primera vez en su carrera. Sumó marcas de 7-12 en arcilla, 0-3 en pista dura y anotó 0-3 vs. Top 10. Su triunfo ante el mejor rankeado fue sobre el n.º 24 Milos Raonic en el Masters de Montecarlo.

### 2013
El español finalizó en el Top 100 por decimotercer año consecutivo y capturó el sexto título de su carrera en el Torneo de Niza (venciendo en la final al local Gaël Monfils). Uno de los seis españoles ganadores durante la temporada. También hizo semifinales en el Torneo de Kitzbühel (perdió ante Juan Mónaco) y cuartos de final en São Paulo (perdió ante el italiano Simone Bolelli) y Torneo de Umag (derrotó al n.º9 Richard Gasquet y perdió ante Juan Mónaco). El mejor resultado de Grand Slam fue la segunda ronda en Roland Garros (perdió con David Ferrer), cayó en la primera ronda en el Abierto de Australia (p. ante Gasquet), Wimbledon (p. ante Kuznetsov) y US Open (p. ante Roger-Vasselin). Completó un registro de 18-12 en arcilla, 0-6 en dura y 0-1 en hierba y marcó 1-3 contra rivales Top 10.
En 2017 anunció su retirada tras participar en el Conde de Godó de aquel año. Cayó en segunda ronda contra Feliciano López. 

## Títulos ATP (8; 6+2)
| Leyenda                         |
| Grand Slam (0)                  |
| ATP Wourld Tour Finals (0)      |
| ATP World Tour Masters 1000 (0) |
| ATP World Tour 500 (0)          |
| ATP World Tour 250 (8)          |

### Individual (6)
| N.º | Fecha                    | Torneo      | Superficie    | Oponente en la final | Resultado      |
| --- | ------------------------ | ----------- | ------------- | -------------------- | -------------- |
| 1.  | 20 de julio de 2008      | Amersfoort  | Tierra batida | Steve Darcis         | 1-6, 7-5, 6-3  |
| 2.  | 10 de mayo de 2009       | Estoril     | Tierra batida | James Blake          | 5-7, 7-66, 6-0 |
| 3.  | 27 de septiembre de 2009 | Bucarest    | Tierra batida | Juan Mónaco          | 7-62, 7-66     |
| 4.  | 9 de mayo de 2010        | Estoril (2) | Tierra batida | Frederico Gil        | 6-2, 6-74, 7-5 |
| 5.  | 18 de julio de 2010      | Stuttgart   | Tierra batida | Gaël Monfils         | 6-2, 1-2r      |
| 6.  | 25 de mayo de 2013       | Niza        | Tierra batida | Gaël Monfils         | 6-0, 7-63      |

#### Finalista (5)
| N.º | Fecha                    | Torneo     | Superficie    | Oponente en la final | Resultado     |
| --- | ------------------------ | ---------- | ------------- | -------------------- | ------------- |
| 1.  | 10 de septiembre de 2001 | Bucarest   | Tierra batida | Younes El Aynaoui    | 6-75, 6-72    |
| 2.  | 12 de abril de 2004      | Valencia   | Tierra batida | Fernando Verdasco    | 6-75, 3-6     |
| 3.  | 21 de febrero de 2005    | Acapulco   | Tierra batida | Rafael Nadal         | 1-6, 0-6      |
| 4.  | 23 de abril de 2007      | Casablanca | Tierra batida | Paul-Henri Mathieu   | 1-6, 1-6      |
| 5.  | 6 de agosto de 2011      | Kitzbühel  | Tierra batida | Robin Haase          | 4-6, 6-4, 1-6 |

### Dobles (2)
| N.º | Fecha              | Torneo     | Superficie    | Pareja                 | Oponentes en la final            | Resultado |
| --- | ------------------ | ---------- | ------------- | ---------------------- | -------------------------------- | --------- |
| 1.  | 23 de mayo de 2008 | Casablanca | Tierra batida | Santiago Ventura       | James Cerretani Todd Perry       | 6-1, 6-2  |
| 2.  | 8 de enero de 2010 | Doha       | Dura          | Guillermo García-López | Frantisek Cermak Michal Mertinak | 6-4, 7-5  |

#### Finalista
| N.º | Fecha                 | Torneo              | Superficie    | Pareja                | Oponentes en la final                  | Resultado      |
| --- | --------------------- | ------------------- | ------------- | --------------------- | -------------------------------------- | -------------- |
| 1.  | 29 de enero de 2007   | Viña del Mar        | Tierra batida | Rubén Ramírez Hidalgo | Paul Capdeville Óscar Hernández Pérez  | 6-4, 4-6, 6-10 |
| 2.  | 12 de febrero de 2007 | Costa do Sauipe (1) | Tierra batida | Rubén Ramírez Hidalgo | Lukáš Dlouhý Pavel Vízner              | 2-6, 6-74      |
| 3.  | 18 de febrero de 2007 | Buenos Aires        | Tierra batida | Rubén Ramírez Hidalgo | Sebastián Prieto Martín Alberto García | 4-6, 2-6       |
| 4.  | 11 de febrero de 2008 | Costa do Sauipe (2) | Tierra batida | Santiago Ventura      | Marcelo Melo André Sá                  | 6-4, 2-6, 7-10 |

## Títulos Challenger (8; 8+0)
| N.º | Fecha                   | Torneo       | Superficie    | Oponente en la final    | Resultado       |
| --- | ----------------------- | ------------ | ------------- | ----------------------- | --------------- |
| 1.  | 7 de agosto de 2000     | Praga        | Tierra batida | Filippo Volandri        | 6-1, 6-1        |
| 2.  | 27 de agosto de 2001    | Freudenstadt | Tierra batida | Victor Hanescu          | 6-0, 6-3        |
| 3.  | 6 de junio de 2005      | Lugano       | Tierra batida | Flávio Saretta          | 7-5, 6-74, 7-65 |
| 4.  | 7 de agosto de 2006     | San Marino   | Tierra batida | Sergio Roitman          | 7-65, 6-75, 6-3 |
| 5.  | 7 de abril de 2008      | Monza        | Tierra batida | Alberto Martín          | 3-6, 7-61, 6-3  |
| 6.  | 8 de septiembre de 2012 | Génova       | Tierra batida | Tommy Robredo           | 6-4, 6-1        |
| 7.  | 18 de noviembre de 2012 | Marbella     | Tierra batida | Daniel Muñoz de la Nava | 3-6, 6-2, 6-3   |
| 8.  | 17 de agosto de 2014    | Cordenons    | Tierra batida | Potito Starace          | 6-2, 6-4        |

## Clasificación en torneos del Grand Slam
| Torneo                 | 2000 | 2001 | 2002 | 2003 | 2004 | 2005 | 2006 | 2007 | 2008 | 2009 | 2010 | 2011 | 2012 | 2013 | 2014 | 2015 | 2016 | Títulos | G–P   | Porcentaje |
| ---------------------- | ---- | ---- | ---- | ---- | ---- | ---- | ---- | ---- | ---- | ---- | ---- | ---- | ---- | ---- | ---- | ---- | ---- | ------- | ----- | ---------- |
| Torneos de Grand Slam  |      |      |      |      |      |      |      |      |      |      |      |      |      |      |      |      |      |         |       |            |
| Abierto de Australia   | A    | A    | 1R   | 2R   | 1R   | 1R   | 1R   | 1R   | 1R   | 1R   | 3R   | 2R   | 1R   | 1R   | 1R   | 1R   | A    | 0 / 14  | 4-13  | 20%        |
| Roland Garros          | Q2   | 3R   | 3R   | 1R   | Q1   | 2R   | 3R   | 3R   | 2R   | 1R   | 3R   | 4R   | 1R   | 2R   | 1R   | Q2   | 1R   | 0 / 14  | 16-14 | 37%        |
| Wimbledon              | A    | A    | 1R   | 1R   | 2R   | 1R   | 1R   | 1R   | 2R   | 3R   | 3R   | 1R   | 1R   | 1R   | A    | Q1   | 1R   | 0 / 13  | 6-13  | 38%        |
| Abierto de los EE. UU. | A    | A    | 1R   | 1R   | 1R   | 2R   | 1R   | 1R   | 1R   | 1R   | 4R   | 1R   | 1R   | 1R   | 1R   | Q3   | Q2   | 0 / 13  | 4-13  | 43%        |
| Ganado-Perdido         | 0-0  | 2-1  | 2-4  | 1-4  | 1-3  | 2-4  | 2-4  | 2-4  | 2-4  | 2-4  | 9-4  | 4-4  | 0-4  | 1-4  | 0-3  | 0-0  | 0-2  | 0 / 54  | 30-53 | 36%        |